# Fasma
Fasma är en mindre by, tillika gammal sätesgård (herrgård) i Tensta socken i Uppsala kommun, mellersta Uppland.
Fasma ligger cirka 8 kilometer från Björklinge och strax öster om E4 - motorvägen, över vilken Länsväg C 766 passerar på en viadukt.
Byn domineras av Fasma gård, som tidvis hört samman med Sätuna säteri. 